# Bosak

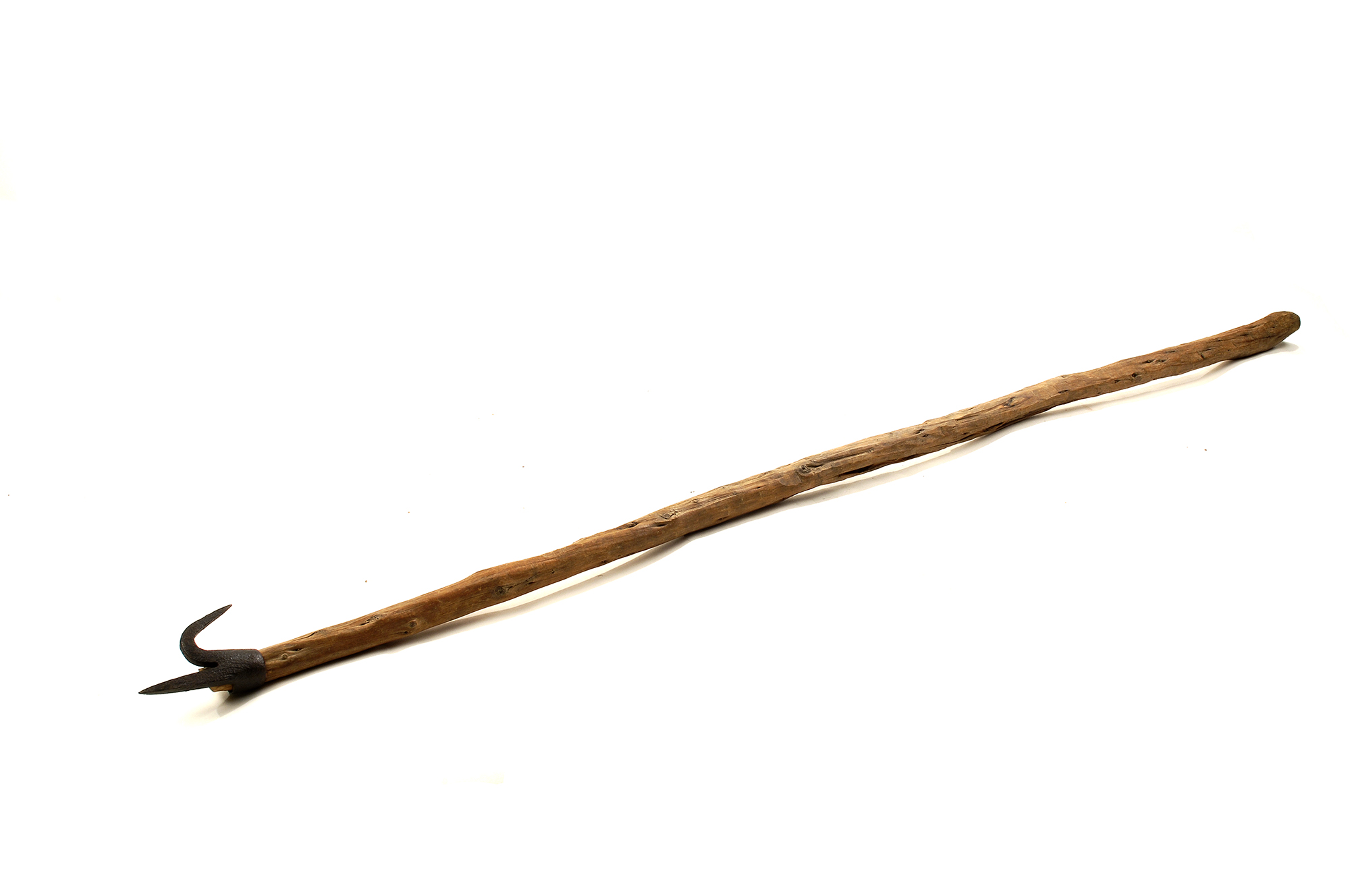
Bosak

Bosak – narzędzie w postaci długiego drąga zakończonego metalowym hakiem i grotem (szpikulcem).

## Żeglarstwo

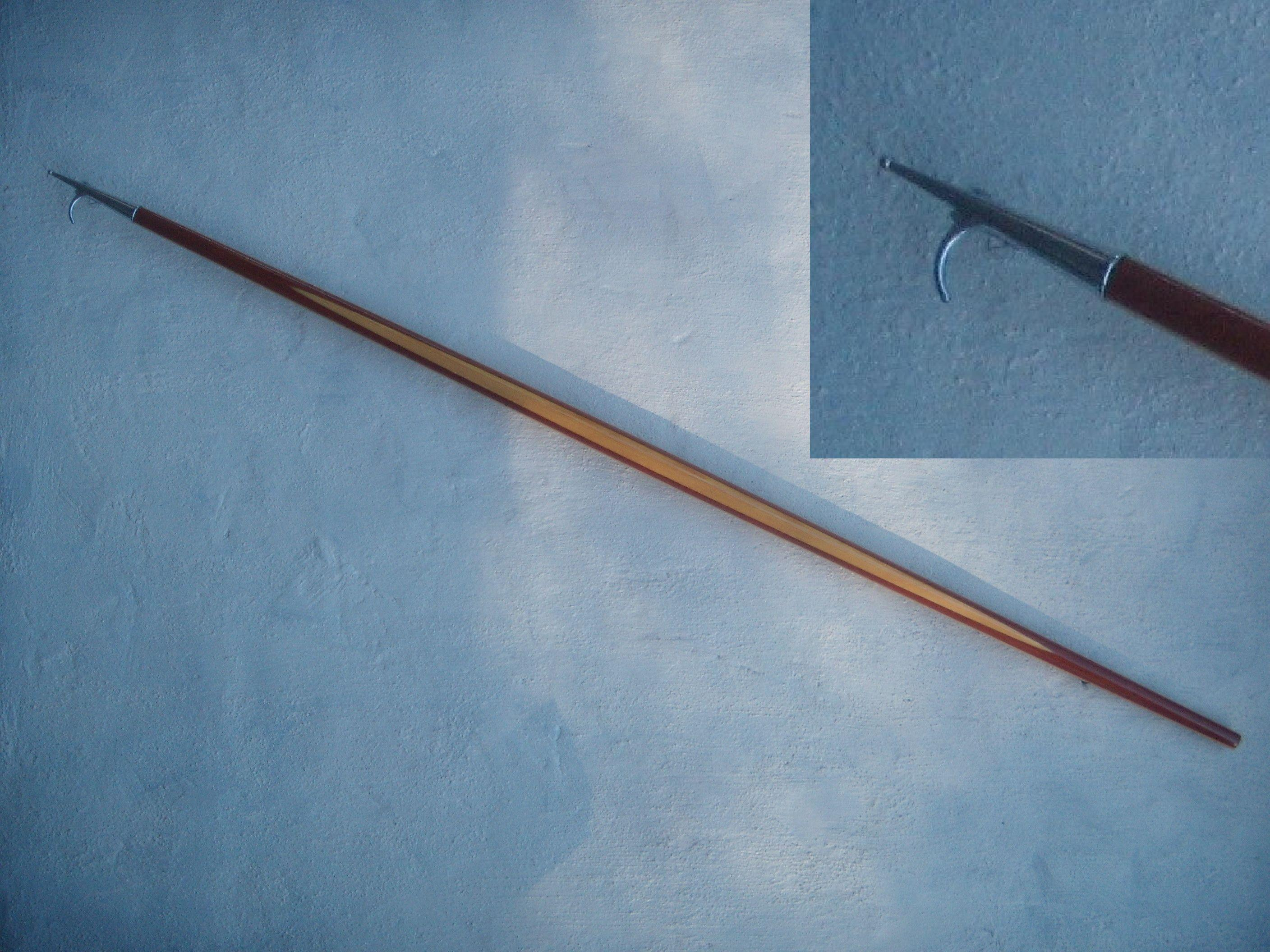
Bosak żeglarski

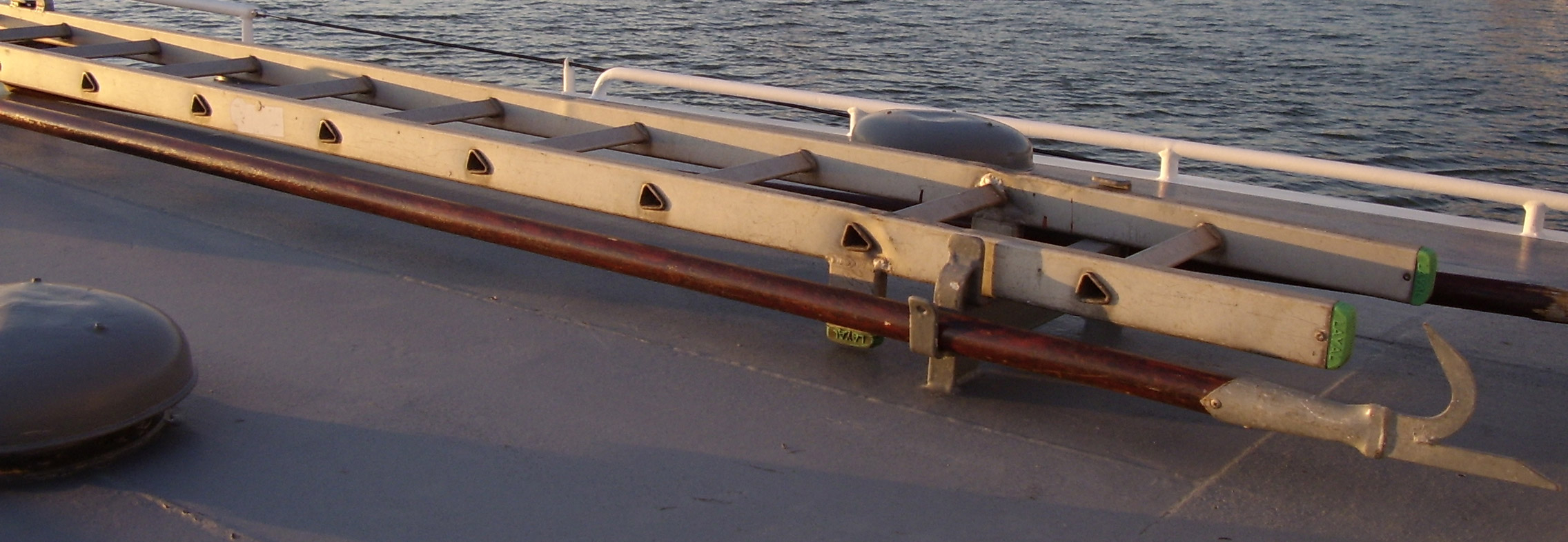
Klasyczny bosak ze stalowym okuciem i drewnianą rękojeścią zamocowany na nadbudówce jednostki pływającej

Bosaki stosowane przez żeglarzy – zarówno hak, jak i grot mają tępe zakończenie. Poza klasycznymi – ze stalowym grotem i drewnianą rękojeścią – stosowane są również bosaki wykonane z tworzyw sztucznych i/lub metali lekkich, często składane teleskopowo.
- Klasyczne bosaki (osęki) były stosowane przez flisaków spławiających drewno.
- W żeglarstwie bosak służy do przyciągania lub odpychania jachtu od kei, uchwycenia ucha boi cumowniczej, podejmowania z wody cum itp.
- Członkowie załogi (osady) klasycznej (niewyczynowej) łodzi (szalupy) wielowiosłowej siedzący na pierwszej (dziobowej) ławce to „dziobowi” lub „bosakowi”. Podczas manewru odcumowania/zacumowania posługują się bosakami.

## Pożarnictwo
Bosak (osęka) to sprzęt burzący, wykorzystywany podczas gaszenia pożaru. Za jego pomocą substancja palna zostaje rozdzielona na mniejsze fragmenty, łatwiejsze do ugaszenia. Wyróżnia się pięć rodzajów bosaków:
- podręczny (1,5 metra długości),
- zwykły lekki,
- zwykły ciężki,
- specjalny sufitowy,
- specjalny strzechowy.